# 青春タックル
『ダイハツコメディ やりくりシリーズ 青春タックル』（ - せいしゅん）は、1962年3月4日から10月28日まで朝日放送の制作により、TBS系列で放送されたコメディ番組である。放送時間は毎週日曜18:30 - 19:00（JST）。全35回。ダイハツ工業の一社提供。

## 概要
『やりくりシリーズ』第4作にして最終作。本作では大学のラグビー部が舞台になる。出演者の中には無名の金井克子もいた。
本作を以て、4年7ヶ月・全238回続いた『ダイハツコメディ』は終了。、次作『織田信長』からはダイハツ工業の一社提供は変わらず、時代劇路線（1965年の『バックナンバー333』は現代劇）に変更した。

## 出演者
- 横山エンタツ
- 佐々十郎
- 大村崑
- 芦屋雁之助
- 芦屋小雁
- 金井克子
- 清原たけし

ほか

## スタッフ
- 脚本：花登筺